# زنگ اختر
زنگ اختر (نام علمی: Puccinia thaliae) نام یک گونه از سرده زنگ‌گندمی‌ها است.